# Filemone (nome)
Filemone  è un nome proprio di persona italiano maschile.

## Varianti in altre lingue
- Basco: Pillemon[5]
- Catalano: Filemón[5], Filemó
- Francese: Philémon
- Greco antico: Φιλήμων (Philémōn)[2][3][5][6]
- Inglese: Philemon
- Latino: Philemon[2][3][6]
- Portoghese: Filémon
- Russo: Филемон (Filemon)
- Spagnolo: Filemón[5]
- Ucraino: Філемон (Filemon)

## Origine e diffusione

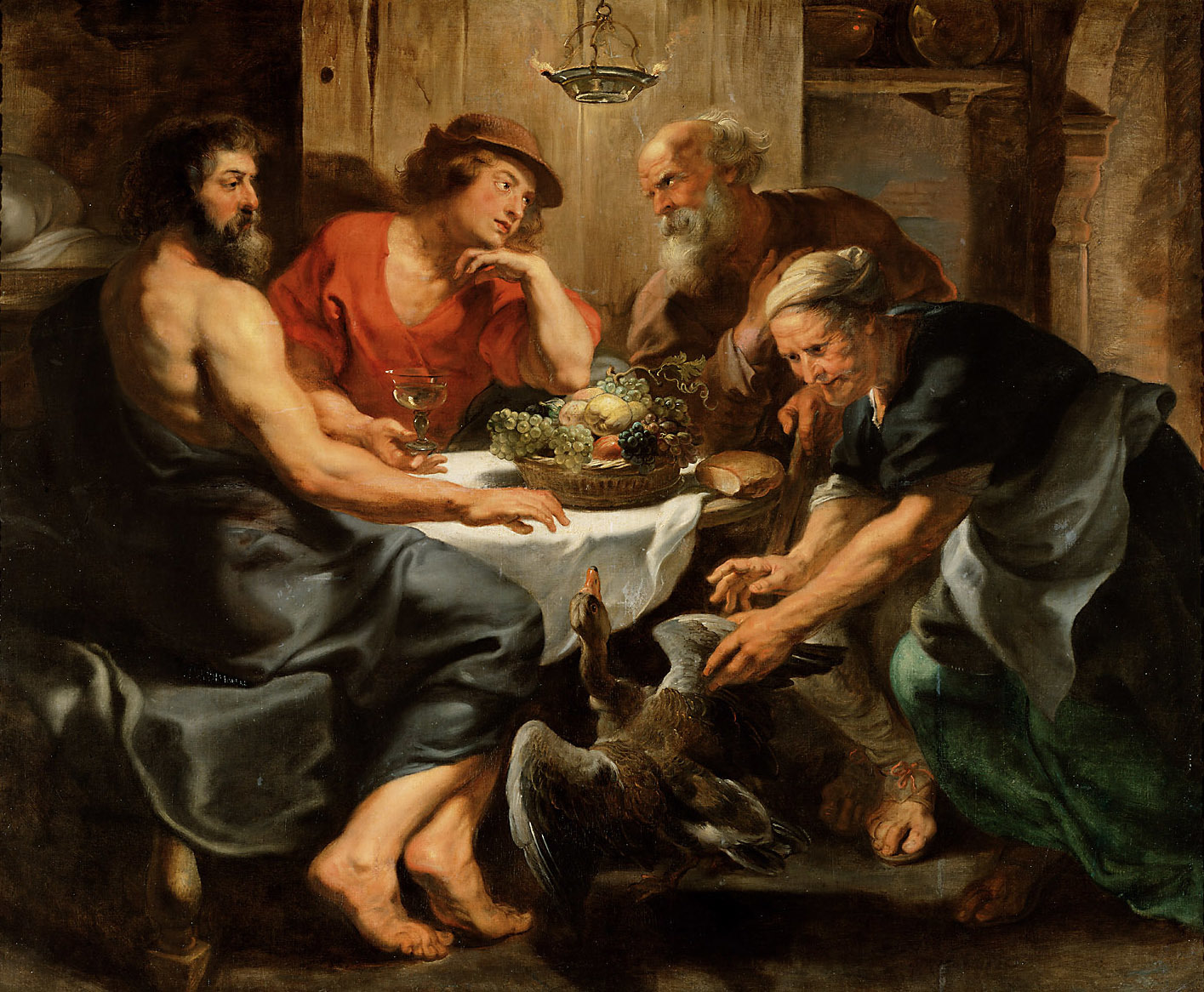
Filemone e Bauci ospitano Giove e Mercurio, di Peter Paul Rubens

Continua il nome greco Φιλήμων (Philémōn), derivante da φῐ́λημᾰ (phílēma, "bacio") o comunque da un vocabolo legato alla radice φιλεῖν (phileîn, "amare"), col significato complessivo di "affettuoso", "affezionato", "amabile", "amico" o anche "che bacia".
Il nome era piuttosto comune nell'antica Grecia ed è presente nella mitologia greca con la figura di Filemone, marito di Bauci, coppia considerata simbolo della perfetta relazione coniugale e cantata anche da Ovidio; così si chiamavano anche un mercante di Colossi, destinatario di un'epistola di san Paolo, nonché vari santi ed un celebre commediografo siracusano.
In Italia è attestato prevalentemente al Centro, ma nonostante le varie figure che l'hanno portato, la sua diffusione è scarsissima e il nome è limitato perlopiù ad un uso letterario.

## Onomastico
L'onomastico ricorre il 6 aprile in memoria di più santi, alle date seguenti:
- 1º marzo, san Filemone, martire a Roma[3]
- 8 marzo, san Filemone, attore e musicista, martire ad Antinoe sotto Diocleziano con sant'Apollonio[3][4][9][10]
- 21 marzo, san Filemone, evangelizzatore in Italia, martire a Roma con san Donnino[3][4][5][9][10]
- 29 aprile, san Filemone, martire nell'Ellesponto[3]
- 22 novembre, san Filemone, mercante di Colossi convertito da san Paolo, martire con sua moglie Appia[3][4][9][10]

## Persone

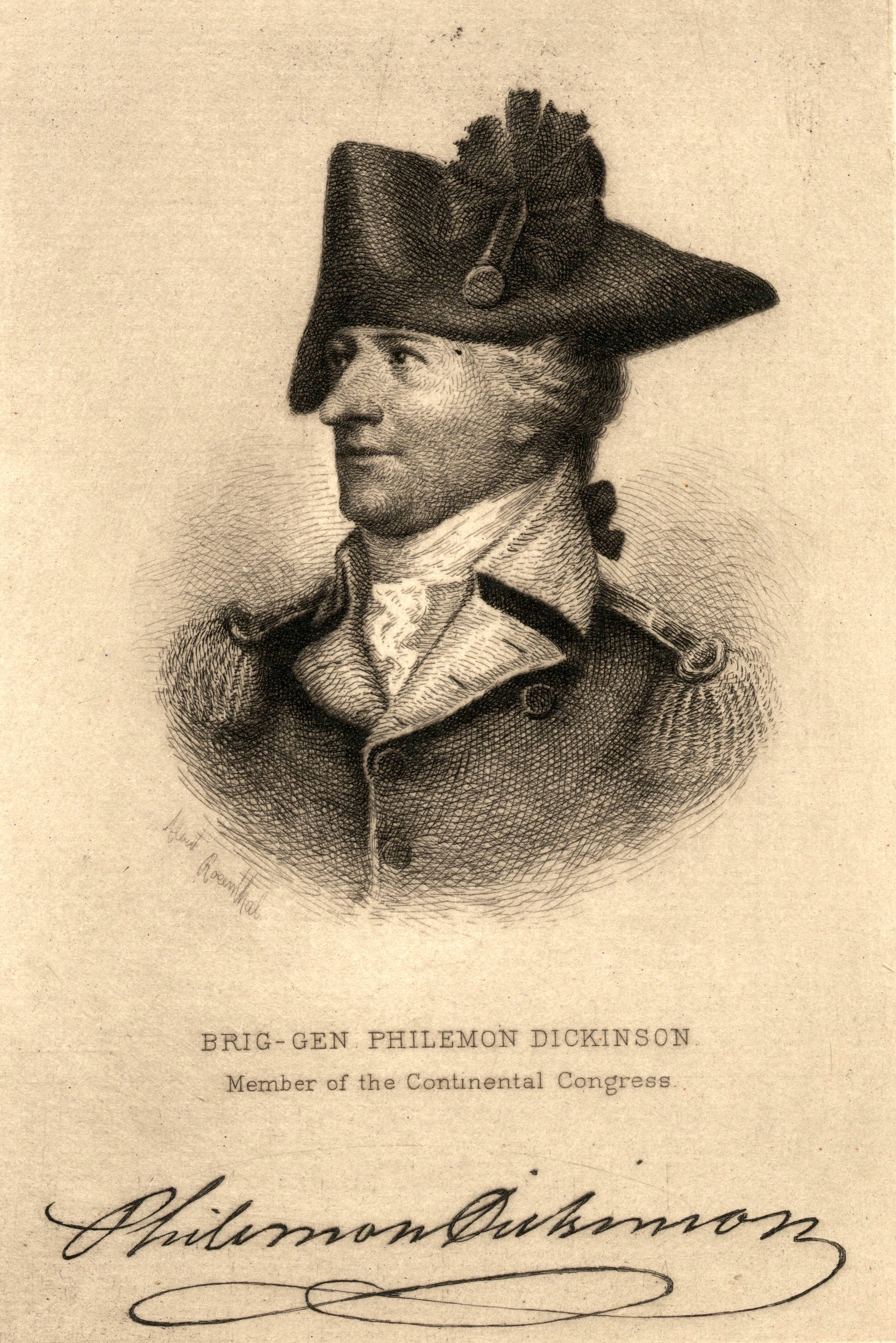
Philemon Dickinson

- Filemone di Siracusa, poeta e dramamturgo siceliota
- Filemone di Siracusa il Giovane, poeta e dramamturgo siceliota

### Variante Philemon
- Philemon Baaru, maratoneta keniota
- Philemon Dickinson, politico e generale statunitense
- Philemon Masinga, calciatore, dirigente sportivo e allenatore di calcio sudafricano
- Philemon McCarthy, calciatore ghanese
- Philemon Opong Sika, artista ghanese
- Philemon Otieno, calciatore keniota

### Variante Philémon
- Philémon De Meersman, ciclista su strada belga
- Philémon Yang, politico camerunese